# 安卡拉體育館
安卡拉體育館（土耳其語：Ankara Spor Salonu）是一座位於土耳其安卡拉的室內體育館，在2010年4月啟用。本體育館可以容納10400人。曾是2010年世界籃球錦標賽的场馆之一。

## 外部連結
- Venue information
- FIBA - FIBA ends inspection tour in Turkey for 2010 FIBA World Championship （页面存档备份，存于）
- Construction Cost （页面存档备份，存于）
- Construction Design-Animation